# Salir de Matos
Salir de Matos is een plaats (freguesia) in de Portugese gemeente Caldas da Rainha en telt 2 428 inwoners (2001).